# Zdrojnice
Zdrojnice je vodní tok, který se v nějakém místě stéká s jiným podobně velkým tokem, přičemž výsledný tok nese nové jméno odlišné od obou. Jde o vztažný termín – označíme-li dva stékající se toky jako A a B, a vzniklý tok jako C, pak jsou A a B zdrojnicemi toku C.
Existence zdrojnic je hydronymický jev vycházející v podstatě z konvence (a tedy poměrně nestálý), zpravidla je však založen na fyzické existenci soutoku rovnocenně velkých řek (či potoků), kdy není zřejmé, která je hlavním tokem a která přítokem. 
Zdrojnice se běžně označují zejména v pramenných oblastech bez jednoho zřetelně dominantního toku. Často se ale také vyskytují u velmi rozsáhlých říčních systémů, kdy se v různých regionech ujal jiný název pro hydrologicky tentýž tok.

## Názvosloví
Existují dva způsoby označování zdrojnic:
- zdrojnice mají jména nijak nesouvisející s výsledným tokem (např. Otava se zdrojnicemi Vydrou a Křemelnou)
- zdrojnice mají název odvozený z výsledného toku a rozšířený o přívlastek (např. Vltava se zdrojnicemi Teplou a Studenou Vltavou)

Někdy názvosloví kolísá a hlavní tok vzniká ze zdrojnic jen podle některých pojetí (např. některé části systému Amazonky). Místa soutoku zdrojnic se také mohou měnit v čase – např. Berounka (pod tímto jménem) v některé době vznikala teprve soutokem Mže a Střely.

## Zvláštní případy
Zdrojnice toku jsou zpravidla dvě, ale výjimečně se jich uvádí více – např. Vydra vzniká soutokem potoků Roklanského, Modravského a Filipohuťského (de facto se ale Filipohuťský potok nejprve vlévá do Modravského). Jako zdrojnice Berounky se tradičně uvádí čtyři řeky stékající se na území Plzně (Mže, Radbuza, Úhlava a Úslava), ve skutečnosti se však Úhlava vlévá do Radbuzy, ta pak soutokem se Mží tvoří Berounku a do ní se teprve vlévá Úslava (zdrojnicemi Berounky jsou tedy Mže a Radbuza).
Jako zdrojnice toku se mohou označovat i (hlavní) přítoky průtočného jezera, z nějž dotyčný tok vytéká (pokud žádný přítok nenese jeho jméno). Tak se např. za zdrojnice Něvy mohou považovat Svir, Volchov a Vuoksa jako hlavní přítoky Ladožského jezera. Někdy je situace ještě komplikovanější – Otročí řeka vzniká soutokem řek Peace a výtoku z jezera Athabasca označovaného jako Skalnatá řeka, přičemž hlavními přítoky jezera jsou Athabasca, Fond du Lac a při povodních také některá ramena Peace. Sama Otročí řeka je pak skrze Velké Otročí jezero zdrojnicí (hlavní, resp. „jedinou“) z něj vytékajícího veletoku Mackenzie.
Výjimečně existuje jediná zdrojnice i v situaci, kdy se jméno toku změní z jiného důvodu než je soutok podobně velkých řek – např. středoafrická řeka Lualaba za Stanleyovými vodopády u města Kisangani mění název na Kongo.

## Příklady

### Česko

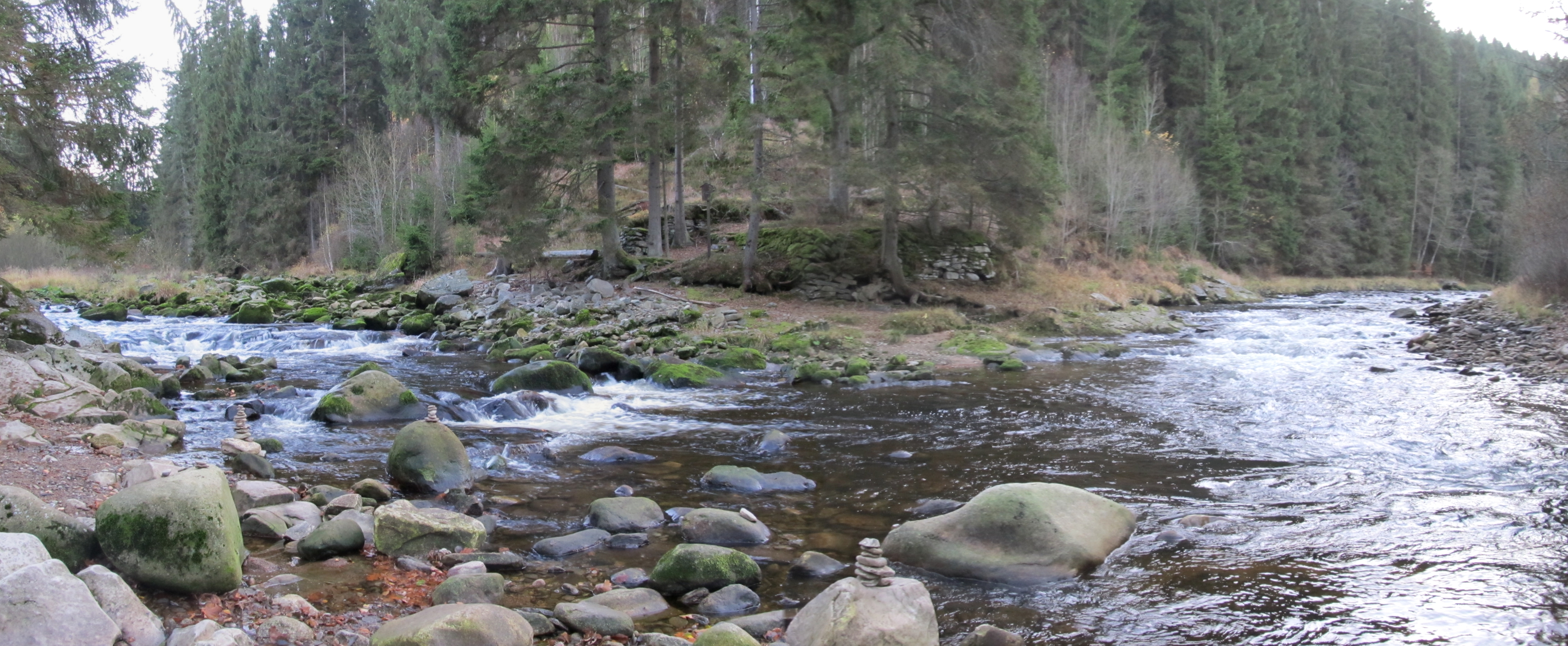
Vznik Otavy soutokem Vydry a Křemelné u Čeňkovy pily

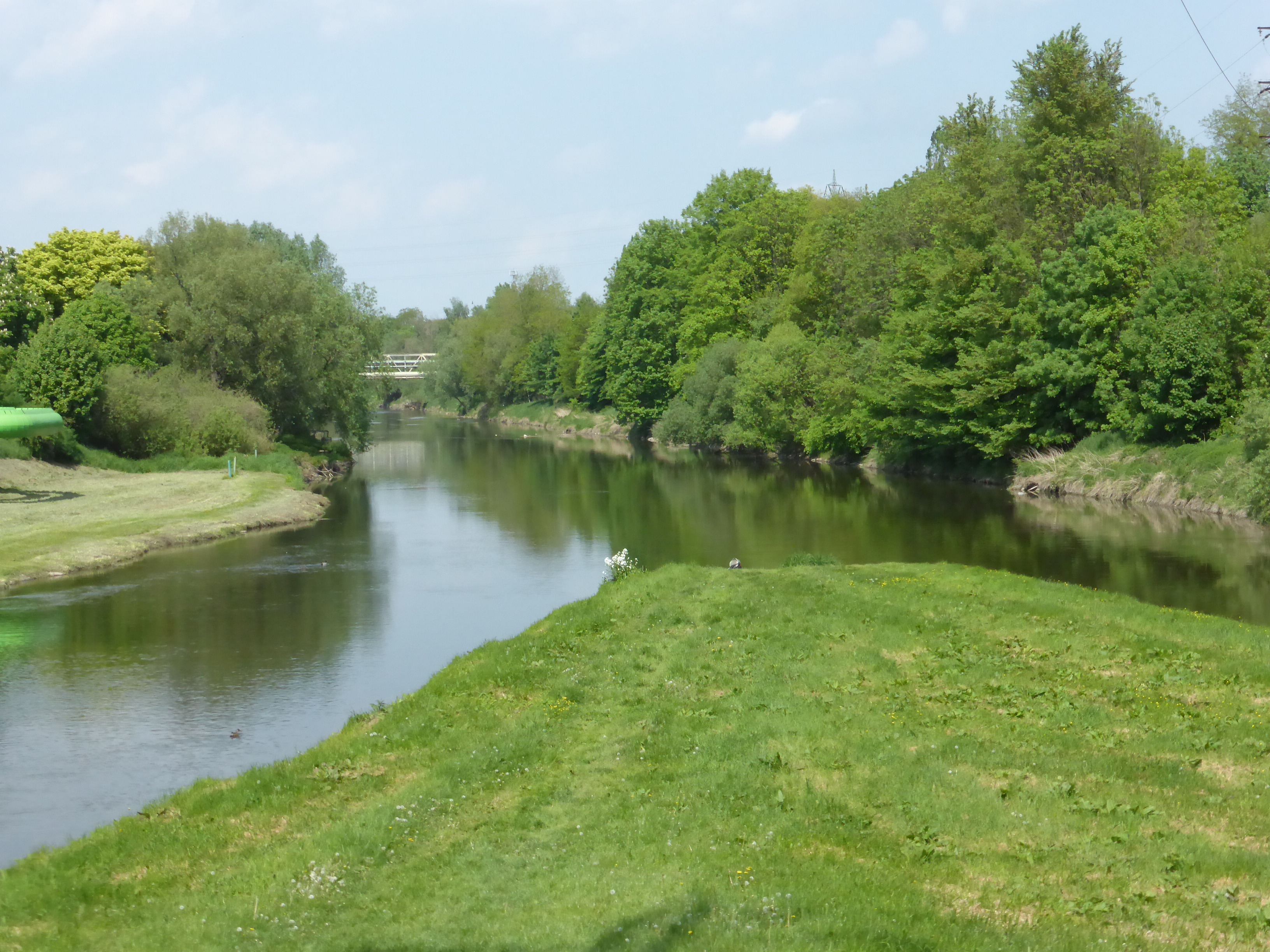
Počátek Berounky na soutoku Mže (vlevo) a Radbuzy v Plzni

- Vsetínská Bečva + Rožnovská Bečva = Bečva
- Mže + Radbuza = Berounka
- Velká Haná + Malá Haná = Haná
- Tichá Orlice + Divoká Orlice = Orlice
- Vydra + Křemelná = Otava
- Teplá Vltava + Studená Vltava = Vltava
- Hejlovka + Jankovský potok = Želivka

neoficiální, historické
- Romže + Hloučela = Valová (oficiálně Romže)
- Říčka + Roketnice = Zlatý potok (oficiálně Říčka)

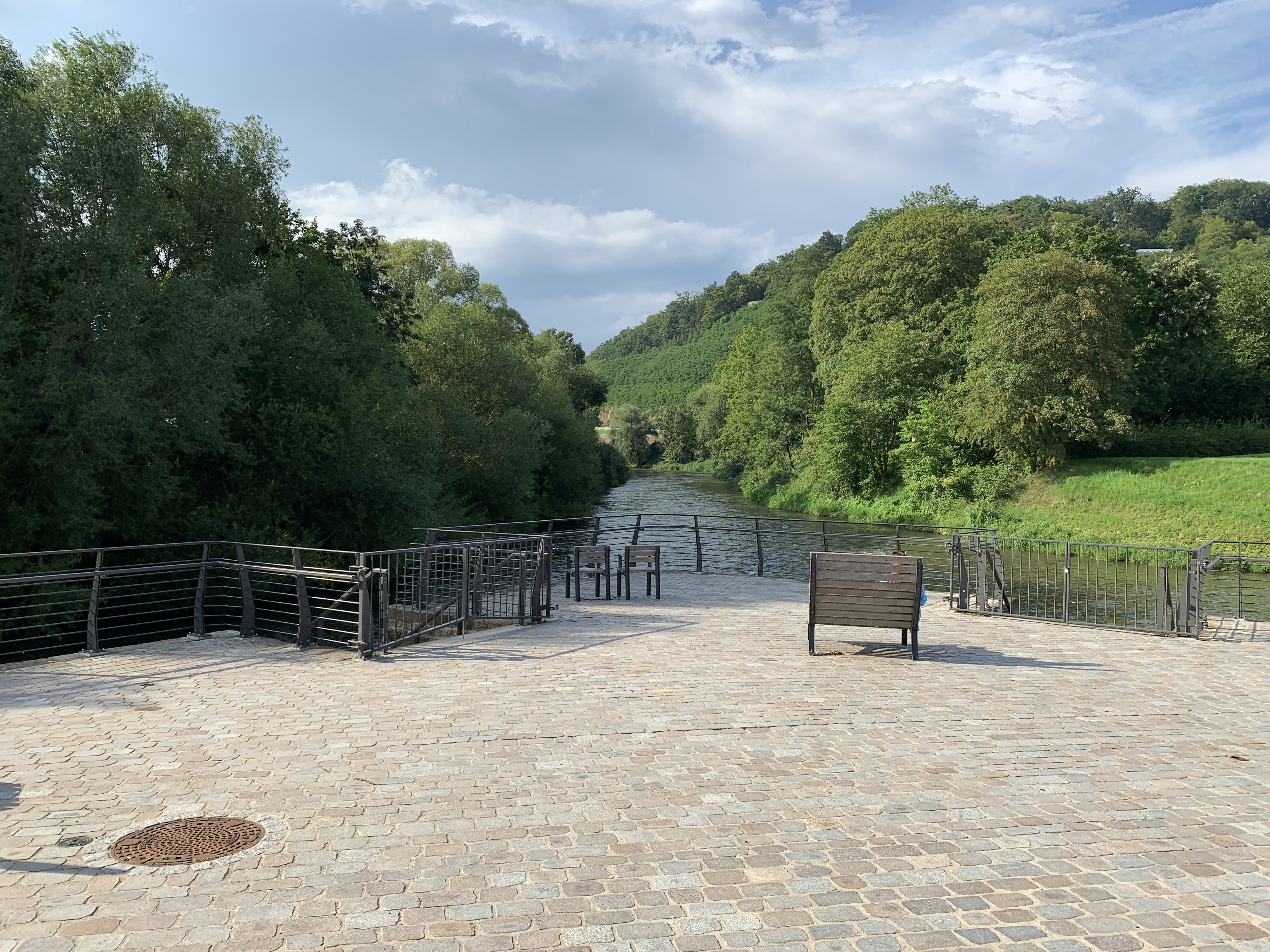
Vznik Vezery soutokem Fuldy a Werry v Hannoversch Münden

### Evropa
- Latorica + Ondava = Bodrog
- Biđ + Berava = Bosut
- Bílý Drin + Černý Drin = Drin
- Piva + Tara =  Drina
- Breg + Brigach = Dunaj
- Rakouská Dyje + Moravská Dyje = Dyje
- Ouse + Trent = Humber
- Bílý Kriš + Černý Kriš = „Dvojitý“ Kriš (Kettős-Körös), + Bystrý Kriš = „Trojitý“ Kriš (Hármas-Körös)
- Červený Mohan + Bílý Mohan = Mohan
- Južna Morava + Zapadna Morava = Velika Morava
- Cvikovská Mulda + Freiberská Mulda = Mulda
- Loša + Usa = Němen
- Francká Rezat + Švábská Rezat = Rednitz, + Pegnitz = Regnitz
- Furkareuss + Gotthardreuss = Reuss
- Přední Rýn + Zadní Rýn = Rýn (Alpský Rýn)
- Velká Řezná + Malá Řezná = Černá Řezná, + Bílá Řezná = Řezná
- Sava Bohinjka + Sava Dolinka = Sáva
- Devoll + Osum = Seman
- Bílá Tisa + Černá Tisa = Tisa
- Biely Váh + Čierny Váh = Váh
- Werra + Fulda = Vezera

### Svět
- Apurímac + Mantaro = Ene, + Perené = Tambo, + Urubamba = Ucayali, + Marañón = Amazonka ( Solimões), + Rio Negro = Amazonka
- Pandž + Vachš = Amudarja
- Šilka + Arguň = Amur
- Karasu + Tuzla Çayı nebo Murat = Eufrat,  + Tigris = Šatt al-Arab
- Alaknanda + Bhagirathi = Ganga
- Mali + N'Mai = Iravádí
- Ťin-ša-ťiang + Min-ťiang = Jang-c’-ťiang
- Jefferson + Madison = Missouri
- Bílý Nil + Modrý Nil = Nil
- Allegheny + Monongahela = Ohio
- Paranaiba + Rio Grande = Paraná
- North Platte + South Platte = Platte
- Severní Saskatchewan + Jižní Saskatchewan = Saskatchewan
- Karadarja + Naryn = Syrdarja